# In Orbit
In Orbit è il secondo album della cantante pop svedese September, pubblicato il 26 ottobre 2005 dall'etichetta discografica Catchy Tunes.
Pubblicato in Svezia e Finlandia, è stato promosso dai singoli Satellites, Looking for Love, Flowers on the Grave, It Doesn't Matter e Cry for You. In particolare, Satellites e Cry for You hanno riscosso parecchio successo e sono stati diffusi in radio in tutta Europa e negli Stati Uniti.
Il disco è stato prodotto da Jonas von der Burg, che ha partecipato alla scrittura di tutte le tracce con Anoo Baghavan e Niclas von der Burg. Per la canzone Midnight Heartache hanno partecipato alla scrittura anche Donna Weiss e Jackie DeShannon.

## Tracce
CD (Catchy Tunes CATCHY015 [se] / EAN 7350019912225)
1. Prelude – 0:28
2. Cry for You – 3:55 (Jonas von der Burg, Anoo Baghavan, Niclas von der Burg)
3. Looking for Love – 3:24 (Jonas von der Burg, Anoo Baghavan, Niclas von der Burg)
4. Satellites – 3:16 (Jonas von der Burg, Anoo Baghavan, Niclas von der Burg)
5. Flowers on the Grave – 4:18 (Jonas von der Burg, Anoo Baghavan, Niclas von der Burg)
6. It Doesn't Matter – 3:45 (Jonas von der Burg, Anoo Baghavan, Niclas von der Burg)
7. Sacrifice – 3:58 (Jonas von der Burg, Anoo Baghavan, Niclas von der Burg)
8. Good Times – 3:41 (Jonas von der Burg, Anoo Baghavan, Niclas von der Burg)
9. Midnight Heartache – 3:47 (Donna Weiss, Jonas von der Burg, Anoo Baghavan, Jackie DeShannon, Niclas von der Burg)
10. Sound Memory – 3:51 (Jonas von der Burg, Anoo Baghavan, Niclas von der Burg)
11. End of the Rainbow – 3:40 (Jonas von der Burg, Anoo Baghavan, Niclas von der Burg)
12. Satellites (Live acoustic version) – 3:03 (Jonas von der Burg, Anoo Baghavan, Niclas von der Burg)

Durata totale: 41:06
- Extra:

1. Satellites (Video)
2. Looking for Love (Video)

## Classifiche
| Paese     | Posizione massima |
| --------- | ----------------- |
| Polonia   | 10                |
| Svezia    | 17                |
| Finlandia | 36                |